# ثيودوروس بالاس
ثيودوروس بالاس (باليونانية: Θεόδωρος Πάλλας) هو لاعب كرة قدم يوناني في مركز الدفاع، ولد في 1949 في سالونيك في اليونان. شارك مع منتخب اليونان لكرة القدم. أما مع النوادي، فقد لعب مع أريس تسالونيكي ونادي أولمبياكوس.

## وصلات خارجية
- ثيودوروس بالاس على موقع قاعدة بيانات كرة القدم.إي يو (الإنجليزية)